# Palazzo Soestdijk
Palazzo Soestdijk (in olandese Paleis Soestdijk) è uno dei quattro palazzi ufficiali della famiglia reale olandese; deve il suo nome al villaggio di Soestdijk, compreso nel comune di Soest nella provincia di Utrecht dei Paesi Bassi. Composto da un blocco centrale e due ali, fu sede, per oltre sessant'anni, della regina e principessa Giuliana dei Paesi Bassi e di suo marito il Bernhard fino alle loro morti nel 2004.

## Storia

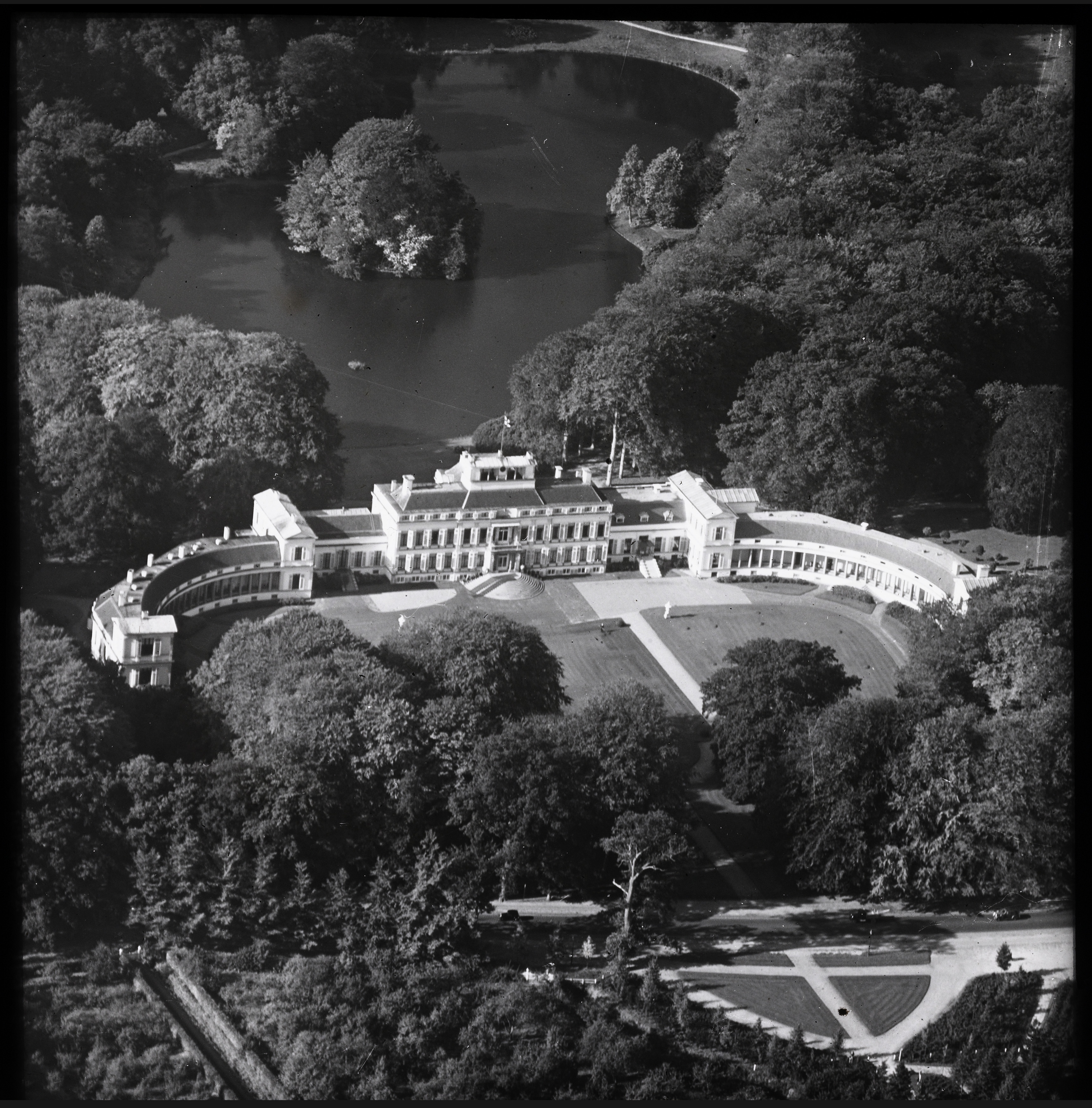
Visione aerea del Palazzo Soestdijk.

A metà del XVII secolo, venne costruita una residenza di campagna sullo Zoestdijk per Cornelis de Graeff; tra il 1655 ed il 1660, de Graeff fu coinvolto nell'educazione di Guglielmo III d'Orange, come si evince dalle sue lettere a Soestdijk agli Stati Generali ed a suo nipote Johan de Witt. Durante le estati, la famiglia trascorreva molto tempo a palazzo, e i figli di de Graeff, Pieter e Jacob de Graeff, giocavano con il giovane Guglielmo. Nel 1674, Jacob de Graeff vendette la proprietà per la modica cifra di 18.755 fiorini allo Statolder Guglielmo III. Il palazzo, originariamente residenza di caccia, fu costruito tra il 1674 ed il 1678 da Maurits Post, che fu anche coinvolto nella costruzione di altri due palazzi reali, Huis ten Bosch e Noordeinde. Guglielmo lasciò i Paesi Bassi nel 1688 per risiedere a Londra con il nome di Guglielmo III d'Inghilterra, consorte della regina Maria II Stuart. Adiacente al palazzo si trova una foresta, il Baarnse Bos, che fu sviluppato come giardino paesaggistico francese tra il 1733 e il 1758.
Durante l'invasione francese del 1795, il palazzo fu confiscato come bottino di guerra e trasformato in una locanda per le truppe francesi. Quando Luigi Bonaparte divenne re d'Olanda, ne prese possesso e lo fece ampliare e ristrutturare all'interno. Fu donato al Principe d'Orange, futuro sovrano Guglielmo I dei Paesi Bassi, nel 1815 in riconoscimento dei suoi servizi nella battaglia di Waterloo. Dal 1816 al 1821, il palazzo fu notevolmente ampliato con l'aggiunta di due ali, l'ala settentrionale "o Baarn", e l'ala meridionale "o Soest". Nel 1842, il suo contenuto fu arricchito dall'aggiunta degli arredi neoclassici del suo precedente palazzo a Bruxelles, oggi Palais des Académies. I sovrani Guglielmo II ed Anna Pavlovna trascorsero molte estati a Soestdijk; tre dei loro figli, Alessandro, Enrico ed Ernesto, nacquero a palazzo. I principi ricevettero lezioni di addestramento militare sui prati dal padre, che fece anche costruire per loro cannoni in miniatura funzionanti. Dopo la morte di Guglielmo II dei Paesi Bassi, gran parte delle sue proprietà fu venduta per saldare i suoi considerevoli debiti. La regina Anna Pavlovna acquistò Soestdijk e ne fece la sua residenza estiva. Dedicò alcune stanze del palazzo alla conservazione della memoria del marito e del figlio Alessandro. Dopo la morte di Anna Pavlovna nel 1865, Soestdijk fu ereditato dal figlio Enrico, che morì senza eredi nel 1879. Suo fratello, re Guglielmo III, il successivo proprietario, preferì Het Loo a Soestdijk. 

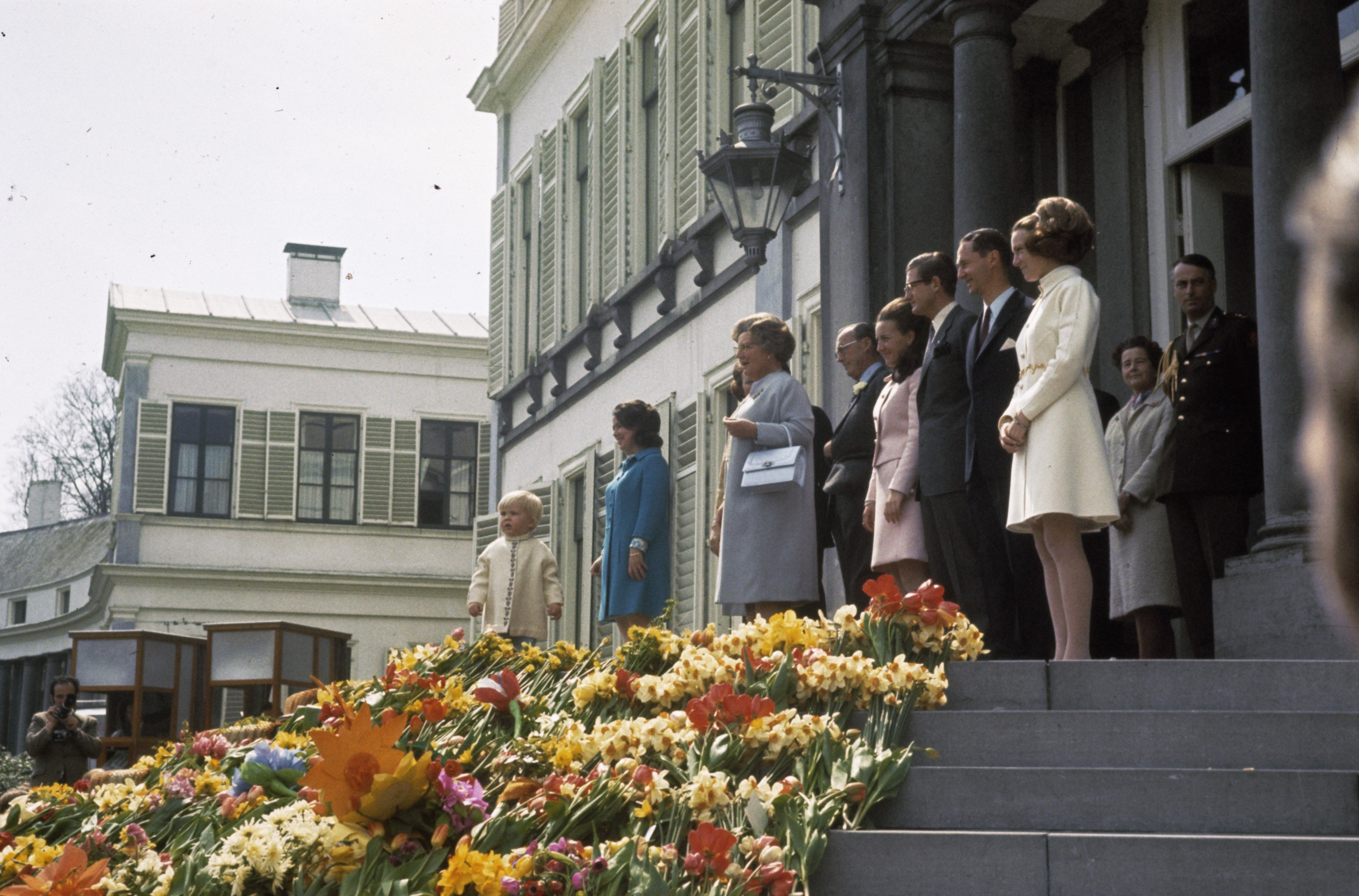
Sfilata annuale davanti a Soestdijk per il compleanno della regina Giuliana.

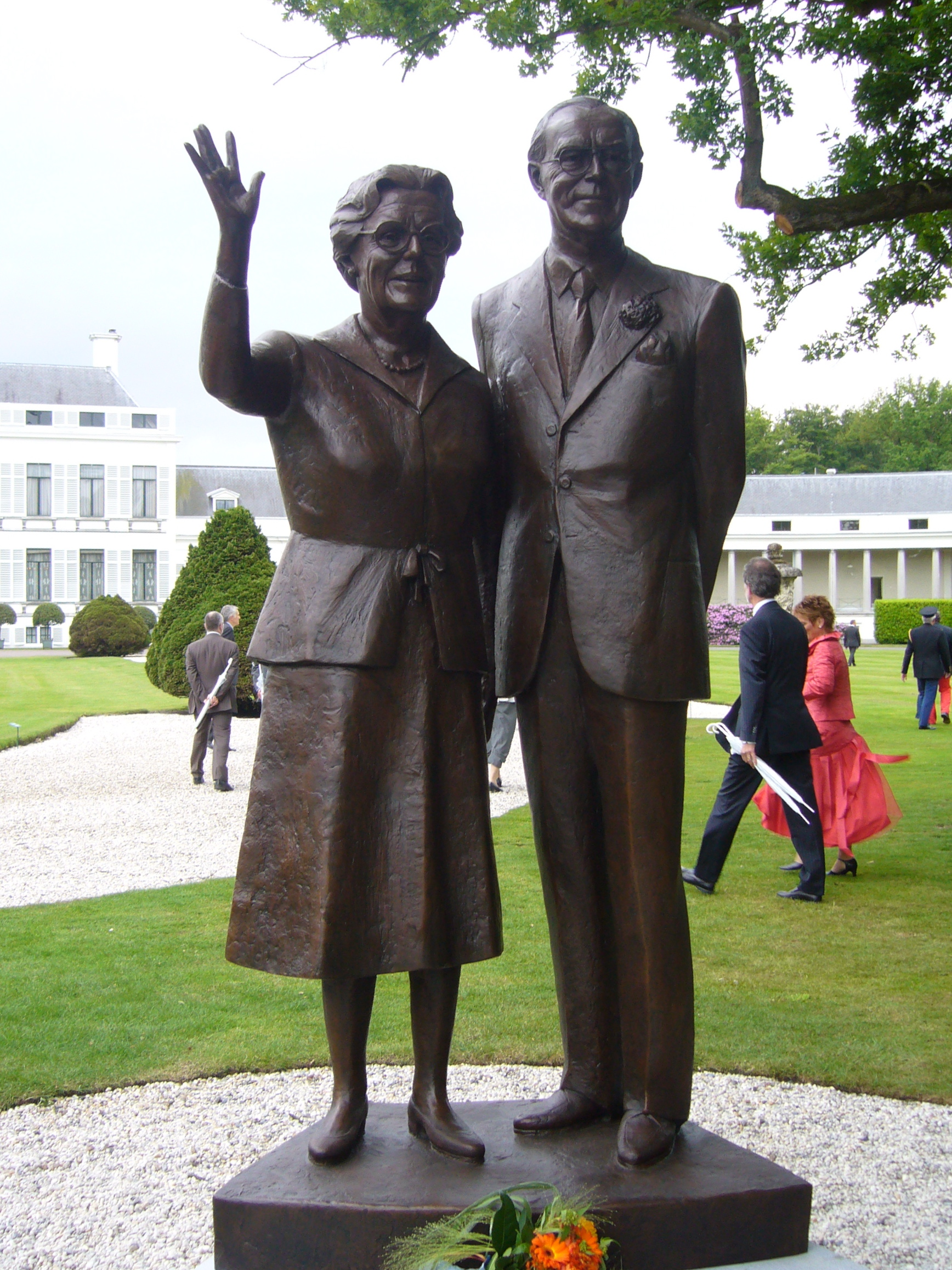
Statua di Giuliana e Bernardo dei Paesi Bassi, che si trova nel giardino di Soestdijk.

Dopo la morte del sovrano Guglielmo III, nel 1890, la famiglia reale, che all'epoca era composta solo dalla vedova, la regina Emma, e dalla figlia, la regina Guglielmina, iniziò a trascorrere alcune estati a palazzo. Questa disposizione rimase più o meno in vigore fino al matrimonio di Guglielmina nel 1901, quando la sua corte e quella di sua madre si separarono. La regina Emma mantenne Soestdijk come residenza estiva fino alla sua morte nel 1934. Il palazzo rimase per lo più inutilizzato fino a quando la principessa Giuliana e suo marito, il principe Bernardo, vi si trasferirono dopo il loro matrimonio nel 1937. Come dono agli sposi, l'edificio fu ampiamente ristrutturato e modernizzato. In rottura con la tradizione, Giuliana non utilizzò Soestdijk solo come residenza estiva, poiché vi abitò a tempo pieno, anche dopo essere salita al trono nel 1948, come Giuliana dei Paesi Bassi. La residenza divenne proprietà dello Stato dei Paesi Bassi nel 1971, sebbene sia stato utilizzato da Giuliana e da Bernardo, dopo l'abdicazione della sovrana, come residenza ufficiale fino alla loro morte nel 2004. Il Palazzo di Soestdijk rimase poi vuoto e inutilizzato per oltre un anno prima della sua apertura al pubblico. Dalla primavera del 2006 al 2017 è stato possibile visitarlo, in attesa di una decisione sulla sua futura destinazione d'uso. Il palazzo è stato venduto nel 2017 a un consorzio chiamato Made By Holland, che prevede di sviluppare un hotel, un centro eventi e 65 case sul terreno.